# Skärseryd
Skärseryd är en mindre by, ursprungligen en gård, i Torpa socken i Ljungby kommun.